# 氰化銣
氰化銣（化学式：RbCN），俗稱山奈銣，是氰化氢的銣盐。它是无色或白色、有杏仁味、外观与糖相似并且易溶于水的固体，其性質與氰化钾類似，是一種強的还原剂，並是一種劇毒物質。

## 制備
使氢氰酸和氢氧化铷發生反应即可制得:
HCN + RbOH → RbCN + H2O
也可以用氢來还原氰酸铷即生成氰化銣:
RbCNO3 + H2  → RbCN + H2O + O2